# Abigel (roman)
Abigel (titlul în maghiară Abigél) este un roman pentru tineret al scriitoarei maghiare din Ungaria Magda Szabó, apărut prima oară în 1970, la editura Móra din Budapesta. De atunci, cartea a fost editată de mai multe ori, a fost adaptată pentru televiziune, cinema, musical și teatru. Este și în prezent foarte populară. În sondajul Cartea cea mare 2005 din Ungaria a ocupat locul șase din 100. Romanul a fost tradus în mai multe limbi, printre care și româna. A câștigat notorietate internațională abia în anii 2000, datorită traducerii în franceză, editată în 2017 și reeditată în 2019, dar mai ales prin traducerea în engleză, apărută în 2020.
Romanul pare la început a fi unul romantic de aventuri, dar acțiunea devine mai complexă, având loc în timpul celui de-al Doilea Război Mondial, care intervine și în viața aparent fără griji a adolescentelor eleve ale unui liceu-internat.

## Rezumat
Personajul principal al romanului este Georgina (Gina) Vitay, o adolescentă din Budapesta, fiica unui general. Mama ei a murit când era mică, dar ea a putut trăi înconjurată de iubirea ocrotitoare a tatălui ei și a unei guvernante franceze. Aceasta trebuie să plece când începe războiul. Gina continuă să aibă o viață fără griji, într-o oarecare libertate. Mai are o mătușă mondenă, tanti Mimó, și este deja curtată de tânărul locotenent Feri Kuncz la ceaiurile date de aceasta.
În 1943, generalul o anunță brusc pe Gina că trebuie să plece în misiune și, de aceea, s-o ducă la un liceu-internat din provincie. Este vorba de Institutul Episcop Matula aparținând bisericii reformate, din orașul fictiv Árkod, din estul Ungariei.
Încă de acum, Gina simte acest eveniment ca o pierdere a iubirii tatălui ei, iar atmosfera străină din școală îi adâncește nefericirea încă din prima zi. Obișnuită cu mediul plăcut unde era răsfățată acasă, aici dă de un mediu puritan, unde este primită cu strictețe, i se interzice să-și folosească aproape toate obiectele personale, precum câteva produse cosmetice (pe care le ascunde), este obligată să poarte o uniformă austeră și i se impun niște relații cu adulții aproape militărești.
Încă de a doua zi, când începe anul școlar, colegele de clasă mult mai puțin emancipate decât ea, caută să o integreze în obiceiurile lor, pe care ea le găsește copilărești. La început de an, fetele au obiceiul să se „mărite” fiecare cu un obiect din clasă, atribuite rând pe rând fiecărei eleve în ordinea alfabetică a numelor lor. Gina divulgă secretul fetelor. Urmează pentru ea o perioadă lungă de ostracizare, și mai greu de suportat decât disciplina strictă.
În aparență, viața liceului se desfășoară fără probleme. Programul este plin și foarte strict. Elevelor le lipsește cel mai mult afecțiunea. Numai emoțiile create de micile încălcări ale regulamentului le fac să simtă că trăiesc, sunt singurele mijloace prin care își pot face suportabilă severitatea școlii. Ele își au simpatiile și antipatiile lor printre adulți. O simpatizează pe frumoasa lor prefectă, diaconesa Zsuzsanna. Aceasta ține la ele, dar își reține orice manifestare de afecțiune. Cel mai iubit este tânărul și frumosul Kalmár, dirigintele, deși este sever. Cel mai disprețuit este Kőnig, cu un fizic neatrăgător, dar singurul care nu este sever, ceea ce este simțit ca o slăbiciune. Fetele urmăresc cu pasiune manifestările relațiilor dintre adulți.
De o statuie de femeie din grădină, numită de eleve Abigel, s-a creat generație după generație tradiția cum că aceasta este singura care le poate ajuta la nevoie, dacă scriu pe o hârtie necazul pe care îl au, și o pun în ulciorul pe care îl ține în mână. Într-adevăr, în ultimii ani au fost cazuri când s-au primit mesaje semnate „Abigel”, care au fost de ajutor, dar rămâne un mister cine este persoana care se identifică cu statuia.
Gina nu se împacă cu situația ei, dar se manifestă ca o elevă bună și se stăpânește să facă ceva care să nu fie pe placul autorității. În același timp nu se gândește decât la evadare.
Mici Horn, o fostă elevă a școlii, are obiceiul să invite în fiecare zi de naștere a ei o clasă întreagă. Pentru comportarea și rezultatele ei, în anul acela alegerea cade pe clasa Ginei. Este pentru ea ocazia să evadeze. Acasă la Mici Horn se preface că îi este rău, merge la toaletă și iese pe fereastră. Se duce la gară pe o ploaie torențială, își cumpără bilet, dar când să iasă pe peron, este prinsă de profesorul Kőnig și dusă la infirmeria școlii, unde este reținută, fiind foarte răcită. Kőnig nu divulgă faptul că ea a vrut să fugă, ci le spune tuturor, și parcă vrea s-o convingă și pe Gina, că a făcut ce-a făcut cu conștiința tulburată de boală.
Vine tatăl Ginei, o scoate în oraș și îi spune că de fapt ea trebuie să se ascundă în școală, pentru că el este conducătorul mișcării de rezistență care vrea să scoată Ungaria din război. Dacă ar fi prins de poliția secretă, și aceasta ar ști unde este fata, el ar putea ajunge să trădeze pentru a o salva. Gina înțelege situația, care o face să se maturizeze.
O alarmă aeriană provoacă împăcarea clasei cu Gina, în urma experienței fricii pe care o au împreună în adăpost. De-acum Gina este integrată în clasă, participă la viața ei, acceptând și copilăriile colegelor.
Împrejurările o fac pe Gina să înfrunte și pericole, îndeplinind o faptă demnă de un adult responsabil. În școală sunt și patru fete tot creștine, dar din familii cu origini evreiești, care sunt disperate, căci sunt în pericol împreună cu ai lor. Gina găsește în sacul cu echipamentul ei sportiv niște hârtii și un mesaj de la „Abigel”. Este vorba de niște documente false pe care trebuie să le transmită celor patru fete, documente care le vor salva. Ea îndeplinește această sarcină.
Totuși, Gina suferă mult din cauza situației sale. Trebuie să rămână la școală și în vacanța de Crăciun, numai ea și nepoata orfană a directorului.
În martie 1944, armata germană intră în Ungaria. Într-o duminică în care fetele sunt la biserică, Gina îl zărește pe curtezanul ei, locotenentul. Acesta reușește s-o anunțe că a venit s-o ia de la școală, pentru că tatăl ei este foarte bolnav, dar nu este lăsat să intre, și de aceea trebuie s-o răpească. Una din colegele Ginei îi dezvăluie că în vacanță ea i-a scris locotenentului unde este Gina. Fetele pregătesc cu febrilitate o evadare romantică, dar care nu reușește. În schimb Gina primește un nou mesaj de la „Abigel”, din care află că tatăl ei a fost arestat și că locotenentul este omul poliției secrete, trimis s-o ia ca să fie folosită drept mijloc de presiune împotriva generalului. De-acum Gina trebuie să facă numai ce îi indică Abigel.
Locotenentul mai face o încercare, de data aceasta directă. Îi spune directorului că are ordin s-o ducă pe Gina la tatăl ei, dar directorul refuză, spunând că la el nu se referă ordinele primite de locotenent. Numai generalul în persoană are dreptul s-o ia. Gina aude conversația, ascultând la ușa cabinetului directorial. A fost convocată pentru că înainte de încercarea de evadare dăduse nepoatei directorului „comorile” pe care le ascunsese încă în septembrie. Acum înțelege că mai mulți participanți la rezistență caută să o protejeze.
La sărbătorirea sobră a onomasticii directorului apare brusc Mici Horn, care reușește să creeze o oarecare debandadă cu un joc de societate. Îi spune Ginei să profite de aceasta ca să ia din camera diaconesei Zsuzsanna o uniformă a acesteia, să iasă din școală și să meargă acasă la ea. Gina ajunge la concluzia că Mici Horn este Abigel.
În final, Gina este salvată și află cu surprindere și rușine cine este de fapt Abigel: neînsemnatul și disprețuitul profesor Kőnig, autor și al altor acte de rezistență care apar de-a lungul acțiunii romanului.

## Personaje
- Georgina Vitay (Gina) — elevă de 15 ani, personajul principal al romanului
- generalul Vitay — tatăl Ginei, conducător al mișcării pentru scoaterea Ungariei din război
- sora Zsuzsanna — diaconesă[7], prefecta[8] Ginei la liceu
- Kőnig — profesor de maghiară și latină
- Péter Kalmár — dirigintele Ginei, profesor de istorie și cunoștințe pentru apărare
- Gedeon Torma — directorul liceului
- Mici Horn — fostă elevă a liceului
- Piroska Torma — colegă de clasă a Ginei, nepoata directorului
- Anna Bánki — colegă de clasă a Ginei
- Tanti Mimó — mătușa Ginei
- Feri Kuncz — locotenent, curtezan al Ginei

## Aprecieri critice
Cartea este percepută de recenzenta Anna Mundow de la Wall Street Journal ca o narațiune intimă tensionată, care descrie în mod strălucit inocența tinereții unei adolescente a cărei viață, mai întâi cititorul, apoi și ea însăși o știe amenințată cu moartea. Prin procedeul monologului interior apar sentimentele complexe ale Ginei: de a fi abandonată, lipsită de afecțiune din partea celor din jur, oprimată; de speranță și totodată de teamă când află că este amenințată. Scriitoarea reușește să redea în mod convingător evoluția unei adolescente de la o etapă în care este răsfățată, încăpățânată, individualistă, având un oarecare sentiment de superioritate, într-una în care devine o fată matură, care îi înțelege și îi acceptă pe alții, ajungând chiar să acționeze în mod responsabil pentru a ajuta. Prin caracterul său emoționant, acest roman aparent simplu ca atmosferă și cadru, este unul din cele mai luminoase ale scriitoarei.
Pentru Becca Rothfeld de la The New York Times, una din calitățile remarcabile ale romanului este arta cu care este făcut captivant prin dozarea întorsăturilor dramatice și gradarea suspansul până la lămurirea misterului persoanei lui Abigel. Cartea este emoționantă și fascinantă prin aceea că cititorul întrezărește dramele prin intermediul simplității tinerești a Ginei. La aceasta contribuie în mod eficace procedeul monologului interior la care recurge scriitoarea.
Mika Ross-Southall de la The Spectator observă că scriitoarea știe să creeze momente de tensiune sfâșietoare printr-o excelentă proză evocatoare. Romanul are o putere deosebită când se întâlnesc cele două laturi în care romanul împarte lumea: copilăriile elevelor și realitățile sumbre ale războiului. În același timp, pe tot parcursul romanului, personajele sunt vii și în mod mod amuzant autentice.
Len Rix, traducătorul romanului în engleză, spune într-un interviu că măiestria romanului constă în arta de înaltă clasă cu care scriitoarea îl face pe cititor să participe la evoluția Ginei, și aseamănă în acest sens personajul Gina și pe Magda Szabó cu personajul Emma, respectiv creatoarea ei, Jane Austen.
Hannah Weber de la The Calvert Journal remarcă și umorul romanului, care își găsește locul pe lângă tensiunile dramatice și aspectele sumbre.
După Angela Woodward de la Full Stop, Szabó știe să creeze o carte morală fără să fie moralizatoare.

## Adevărul din spatele ficțiunii
Cadrul acțiunii romanului Abigel este inspirat în mare măsură din școala pe care a urmat-o Magda Szabó timp de 12 ani până la bacalaureat. Este vorba de fostul Institut pentru Educația Fetelor „Dóczy”, astăzi Liceul „Dóczy” al Colegiului Reformat din Debrețin. Acesta nu era așa de strict ca Institutul Matula din carte. Caracterul său rezultă dintr-o combinație cu un liceu din Hódmezővásárhely, la care scriitoarea a fost profesoară. Caracterul Ginei amintește și el în oarecare măsură de cel al viitoarei scriitoare, care era o elevă foarte bună, dar o fire rebelă. Însă așa cum Gina înțelege în cele din urmă latura pozitivă a severității școlii ei, și scriitoarea a mărturisit că a fost recunoscătoare în momentele grele ale vieții sale caracterului ferm care i s-a format datorită rigorii liceului din Debrețin.
Un personaj foarte important, Kőnig, este de asemenea inspirat dintr-un profesor al scriitoarei, cel de limba franceză. Într-o scriere, scriitoarea îl evocă drept tot singurul profesor blând din școală, având mereu o atitudine umană, înțelegătoare. Nu era perceput nici el ca un bărbat viril, dar era iubit. La un moment dat au aflat și elevele lui că nu era nici un om slab, când au avut ocazia să le citească din jurnalul lui din Primul Război Mondial, în care a luptat ca locotenent. Tânăra Magda și-a dat seama că ororile lui l-au făcut să dobândească înțelegerea față de oameni pe care o avea. Scriitoarea mărturisește că lui îi datorează scrierea lui Abigel, deși cu mulți ani mai târziu, pentru că el a făcut-o prima oară să înțeleagă că un om în aparență neînsemnat și slab poate fi de fapt unul dintr-o bucată și curajos.

## Adaptări
Scriitoarea a început încă din 1971 să lucreze la scenariul ecranizării lui Abigel. Pe baza acestuia, care reia în formă aproape neschimbată o mare parte din dialogurile din carte, s-a realizat în 1978 un serial de televiziune de patru episoade.
În 1985 a fost prezentat un film de cinema în două părți, concentrat din serial.
A urmat, în 2008, un musical pe baza romanului, prezentat la Teatrul de Operetă din Budapesta.
În fine, în 2012, Bánfalvy Stúdió a montat o piesă de teatru bazată pe carte.